# Fundació Casa Ducal de Medinaceli
La Fundació Casa Ducal de Medinaceli és una institució cultural privada, creada el 1978 i aprovada el 1980, encarregada de la conservació, restauració i difusió del patrimoni històric vinculat a la casa de Medinaceli. El president del seu patronat és el duc de Sogorb, Ignacio de Medina.
La història de la fundació es remunta a 1978, quan la duquessa de Medinaceli, Victoria Eugenia Fernández de Córdoba, va decidir crear la institució principalment per impossibilitar la separació o dispersió del patrimoni familiar de la casa ducal i evitar que es repetissin els casos de 1956, quan a la mort del seu pare els fons documentals de les cases de Cardona i de Lerma van passar a propietat dels nous ducs. L'entitat fou aprovada per ordre ministerial el 20 d'octubre de 1980. La fundació compta amb 14 monuments nacionals qualificats de Bé d'Interès Cultural (BIC): la Casa de Pilatos (Sevilla), l'Hospital de Tavera (Toledo) i diversos palaus situats a diferents llocs com Úbeda, Medinaceli, Pontevedra, San Miguel das Penas, entre d'altres. Integra col·leccions artístiques amb obres d'artistes com Piombo, El Greco, Zurbarán, Luca Giordiano, Carreño de Miranda, Michelangelo, Berruguete o Benlliure. Posteriorment, el seu fill Ignacio, com a president de l'entitat, va integrar la resta de béns patrimonials de la seva mare dintre de la societat per desvincular-los de possibles guerres familiars per l'herència.
La institució s'encarrega de la conservació, restauració, reintegració, estudi i difusió del patrimoni històric material i immaterial vinculat de la casa ducal de Medinaceli. Fomenta l'ús cultural i turístic del seu patrimoni i valors, així com la restauració dels seus béns i la protecció dels entorns naturals on s'integren. La voluntat de la fundació és no dependre d'un tercer, sinó que en base a les visites que es fan als monuments es pugui fer el manteniment dels mateixos, si bé en alguns casos els ingressos no són del tot constant i cerca altres fórmules per al seu finançament.
Així mateix, la fundació gestiona l'Arxiu Ducal de Medinaceli, els orígens del qual se situen a la Catalunya carolíngia, considerant-se la data de fundació el 1078 quan el comte Ponç I va donar instrucció al seu testament de formar un dipòsit documental a la seva fortalesa de Quermançó a fi de preservar i protegir els documents. Posteriorment s'hi van integrar altres cases i senyories de diferents territoris de la península. Inicialment, cada arxiu tenia la seva pròpia estructura i no es van fusionar fins a la reforma de segle xviii, quan es van organitzar en quatre blocs: l'arxiu dels ducs de Sogorb i de Cardona, el dels ducs de Medinaceli, el dels ducs de Santisteban del Puerto i el dels marquesos de Camarassa. Actualment, l'arxiu està dividit en dues seus, una a la Casa de Pilatos i l'altra a l'Hospital de Tavera, on de fet s'ha centralitzat bona part de l'arxiu a causa de la gestió de la fundació. Està compost de 5.000 unitats d'instal·lació (format per lligalls, caixes, carpetes...) i estructurat en 85 seccions en gran manera reflex dels productors originals de la documentació.